# Mirakelberättelse
En mirakelberättelse är en nedskriven berättelse om ett mirakel eller under som påstås ha skett kring ett helgon. De användes för att underbygga en ansökan om en kanonisering av ett helgon hos påven. 
Mirakelberättelser betraktas som indirekt värdefulla historiska källor från medeltiden, därför att de tillhör de få vittnesmål som finns om händelser i vanliga människors liv under medeltiden. Även i Sverige finns många medeltida mirakelberättelser bevarande, som är närmast unika då de beskriver händelser ur vanliga svenska människors liv, som annars inte förekommer i svensk litteratur från denna tid.